# انجمن دیابت گابریک
انجمن دیابت گابریک یک سازمان مردم نهاد، غیرانتفاعی، غیر سیاسی، و داوطلبانه است که در سال ۱۳۸۵ شروع به فعالیت نمود و در سال ۱۳۹۶ به عضویت فدراسیون بین‌المللی دیابت درآمد.

## فعالیت‌های انجمن دیابت گابریک
انجمن دیابت گابریک، بدون دخالت درمانی و مداخله در امور پزشکی، در زمینه آموزش دیابت و توانمندسازی بیماران دیابتی فعالیت می‌نماید. مدرسه دیابت گروه‌های سنی گوناگون را بر اساس ادبیات علمی، انگیزشی و تجربی آموزش می‌دهد. برگزاری کلاس‌های حضوری، آنلاین، مشاوره حضوری، تلفنی و آنلاین، همایش‌های علمی-آموزشی ویژه بیماران، پزشکان و پیراپزشکان در شهرستان‌های گوناگون، کمپین‌های اطلاع‌رسانی عمومی و کمپین‌های روز جهانی دیابت و کلاس‌های پیشگیری از دیابت، مجموعه فعالیت‌هایی هستند که با همکاری دانشگاه‌های علوم پزشکی، وزارت بهداشت، سازمان‌ها و نهادهای دولتی و غیردولتی، پژوهشگاه‌ها و غیره برگزار می‌گردد. تا سال ۱۳۹۶، انجمن گابریک از ۶ مشاور همتا و ۹ کارشناس مبتلا به دیابت با گرایش‌های تحصیلی گوناگون، ۳ پزشک عمومی، ۱ دکترای تغذیه و مجموعاً ۳۵ نفر بهره می‌برد؛ تعدادی نیروی داوطلب نیز انجمن را در جهت اجرای برنامه‌ها همراهی می‌نمایند. انجمن گابریک همچنین اقدام به چاپ و تهیه کتب و رساله‌های آموزشی در ارتباط با دیابت نموده. انجمن دیابت گابریک در پنج مأموریت شامل مشاوره و آموزش خودمراقبتی دیابت، خدمات حمایتی و مددکاری، اطلاع‌رسانی همگانی و آموزش پیشگیری از دیابت، مدافعه گری و حمایت از حقوق مبتلایان به دیابت و آموزش جامعه‌ی پزشکی و پیراپزشکی اهداف خود را دنبال می‌کند.

## همکاری‌ها
برگزاری برنامه ملی «دوست من انسولین» (ویژه پزشکان، پیراپزشکان، افراد دیابتی) در شهرستانها. برنامه‌های مشترک با شرکت‌ها و نهادهای خصوصی که برخی از آنها عبارتند از برنامه آموزشی «کارگاه سفیران دیابت ایران» و همکاری با مجتمع آموزشی نیکوکاری رعد.